# Veliki zigurat v Uru
Zigurat v Uru ali Veliki zigurat v Uru (Sumersko é-temen-ní-gùru Etemenniguru, »tempelj, ki ga ustvarja avra«) je neosumerski zigurat v mestu Ur v bližini Nasirijah, v današnji provinci Dhi Qar v Iraku. Struktura je bila zgrajena v zgodnji bronasti dobi (21. stoletje pr. n. št.), vendar je do 6. stoletja pr. n. št. propadal. Kasneje jo je v neobabilonskem slogu obnovil kralj Nabonid.
Njegove ostanke so pod vodstvom sir Leonarda Woolleyja izkopali v 1920-ih in 1930-ih letih 20. stoletja. Pod Sadamom Huseinom v 1980-ih so delno rekonstruirali fasado in monumentalno stopnišče. Zigurat v Uru je najbolje ohranjen od tistih, ki so znani iz Irana in Iraka, poleg zigurata Dur Untash (Čoga Zanbil). Je eden od treh dobro ohranjenih struktur neosumerskega mesta Ur, skupaj s kraljevim mavzolejem in palačo Ur-Nammuja (E-hursag).

## Sumerski zigurat
Zigurat je zgradil kralj Ur-Nammu, ki je posvetil veliki zigurat v Uru v čast Nanna/Sîna v približno 21. stoletju pr. n. št. v času tretje urske dinastije. Masivna stopničasta piramida meri 64 m v dolžino, 45 m v širino in nad 30 m v višino. Višina je špekulativna, saj so ohranjeni le temelji sumerskega zigurata.
Zigurat je bil del tempeljskega kompleksa, ki je služil kot upravno središče mesta in bil hkrati svetišče luninega boga Nanna, zavetnika mesta Ur.
Gradnja zigurata je bila končana v 21. stoletju pr. n. št. pod kraljem Šulgijem, ki je v čast prisege zvestobe mest razglasil sebe za boga. V času njegove 48-letne vladavine je mesto Ur postalo glavno mesto države, ki je nadzorovala velik del Mezopotamije. Mnogi zigurati so bili zgrajeni z zlaganjem blatnih opek, povezanih z blatom.

## Neobabilonska obnova
Kralj Nabonid, zadnji kralj novobabilonskega cesarstva v 6. stoletju pr. n. št., ga je po »najdbi malo ostankov zadnje stopnje in ničesar, kar bi ga vodilo do prvotnega videza spomenika«, obnovil v sedmih stopnjah in ne v treh.

## Izkopavanja in zaščita
Ostanke zigurata je prvi odkril William Loftus leta 1850. Prva izkopavanja na mestu je vodil John George Taylor (napačno pripisan kot J. E. Taylor) leta 1850, kar je pripeljalo do identifikacije mesta kot Ur. Po prvi svetovni vojni sta predhodna izkopavanja izvajala Reginald Campbell Thompson in Henry Hall. Najdišče je bilo intenzivno izkopavano v 1920-ih, pod vodstvom sira Leonarda Woolleya, predstavnika Univerzitetnega muzeja Univerze v Pensilvaniji in Britanskega muzeja v obdobju od leta 1922 do leta 1934.
Ostanki zigurata so sestavljeni iz troslojne na soncu sušene opeke in žgane opeke povezave z bitumnom. Najnižja plast ustreza prvotni konstrukciji Ur-Nammuja, medtem ko sta obe zgornji plasti del neobabilonskih obnov. Fasade najnižje stopnje in monumentalno stopnišče sta bila obnovljena po ukazih Sadama Huseina.
Ziggurat je bil poškodovan v zalivski vojni leta 1991 z orožjem malega kalibra. Strukturo je pretresla tudi eksplozija. V bližini so vidni štirje bombni kraterji, na stenah zigurata pa je več kot 400 lukenj.
Od leta 2008 je mesto pod nadzorom kuratorja Dief Mohssein Naiif al-Gizzyja.

## Vir
- Woolley, C. Leonard, Moorey, P.R.S. Ur of the Chaldees: Revised and Updated Edition of Sir Leonard Woolley's Excavations at Ur. Cornell University Press (1982).